# 1147 w polityce

herb Roberta de Craon

Wydarzenia polityczne w 1147 roku.

## Wydarzenia
- II krucjata (do 1149; brał w niej udział Bolesław I Wysoki)[1][2].
- Alfons, hrabia Portugalii, zdobył Lizbonę (z pomocą angielskich i flamandzkich krzyżowców)[3][4].
- Krucjata Niemców i Duńczyków przeciw Słowianom połabskim (z udziałem Mieszka Starego)[2][3][4].
  - 11 kwietnia - bulla Eugeniusza III Divini dispensatione wystawiona w Troyes przedstawia cele Krucjaty Połabskiej[5].
  - 26-28 czerwca: oblężenie Lubeki przez Obodrytów dowodzonych przez księcia Niklota[6].
  - 1 sierpnia - krzyżowcy dowodzeni przez Henryka Lwa (grupa północna) i Albrechta Niedźwiedzia (grupa południowa) przekraczają Łabę[7].
  - sierpień - krzyżowcy zdobywają Hoblin (Havelberg) i reaktywują zniszczone w 983 roku biskupstwo[8].
  - bitwa u ujścia Warnawy - flota rugijska pokonuje flotę skańską[9].
  - październik - obodrycki książę Niklot i Henryk Lew zawierają porozumienia na mocy którego Obodryci zobowiązują się masowo przyjąć chrzest i wydać jeńców w zamian za wycofanie krzyżowców spod obleganego Dubina[10].
- Almohadzi zaatakowali Hiszpanię i zdobyli Sewillę i Kordobę[3].

## Urodzili się

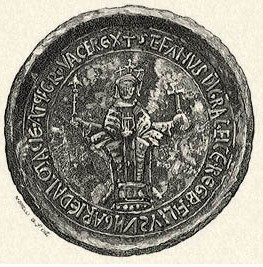
Pieczęć króla Stefana III węgierskiego

- Stefan III, król węgierski[11].

## Zmarli
- 13 stycznia Robert de Craon, wielki mistrz zakonu templariuszy[12].